# Stan Van Gundy
Pour les articles homonymes, voir Van Gundy.
Stan Van Gundy, né le 26 août 1959 à Indio, Californie, est un entraîneur américain de basket-ball.

## Biographie
Stan Van Gundy est issu d'une famille d'entraîneurs de basket-ball : il est le frère aîné de Jeff, et le fils de Bill Van Gundy, qui dirigea certaines équipes universitaires dans l'État de New York.
Il commence sa carrière d'entraîneur à l'âge de 24 ans à Castleton State College, où il reste jusqu'en 1986. Il rejoint en 1988 l'université du Massachusetts à Lowell, où il dirige l'équipe locale durant quatre ans. Il entraîne durant la saison 1994-1995 l'université du Wisconsin-Madison. C'est en 1995 qu'il intègre la NBA en devenant l'un des adjoints de Pat Riley au Heat de Miami. Il devient entraîneur de la franchise au début de la saison 2003-2004 à la suite du départ de Pat Riley, celui-ci demeurant président du club. Il améliore le bilan du club par rapport à la saison précédente et parvient à qualifier Miami pour le second tour des playoffs. À l'intersaison, l'équipe reçoit le renfort de Shaquille O'Neal, le Heat obtient alors le meilleur bilan à mi-saison, offrant à Van Gundy le privilège d'être désigné entraîneur de l'équipe de l'Est lors du All-Star Game, faisant de lui le premier entraîneur du Heat à obtenir cet honneur. Miami termine en tête de la saison régulière, mais s'incline en Finale de la Conférence Est face aux Pistons de Détroit. Malgré ce bilan positif, il est écarté du poste d'entraîneur et c'est le président et son prédécesseur au poste, Pat Riley qui prend sa succession.
Au cours de l'intersaison 2007-2008, il reçoit des offres de quelques franchises et décide de rejoindre le Magic d'Orlando. Lors de la première saison (2007-2008), l'équipe réalise un bilan de 52 victoires - 30 défaites et remporte le titre de la Division. Le Magic atteint les demi-finales de conférence pour la première fois depuis 12 saisons, s'inclinant face aux Pistons de Détroit. La saison 2008-2009 est une plus grande réussite encore puisque l'équipe remporte 59 matchs, un nouveau titre de Division Sud-Est et atteint les Finales NBA 2009. Cependant, l'équipe perd en cinq manches face aux Lakers de Los Angeles.
Il est désigné entraîneur de la sélection de l'Est pour le All-Star Game de 2010.
Le 13 mai 2014, Stan Van Gundy signe comme entraîneur et manager un contrat de 35 millions sur 5 ans avec les Pistons de Détroit. Le 7 mai 2018, il est libéré de sa dernière année de contrat par les Pistons.
Le 22 octobre 2020, il signe un nouveau contrat de 4 ans avec les Pelicans de La Nouvelle-Orléans. Van Gundy et les Pelicans rompent le contrat en juin 2021. Il est reproché à Van Gundy une mauvaise entente avec les jeunes stars de l'équipe Zion Williamson et Brandon Ingram. Il est remplacé par Willie Green.

## Statistiques
| Participation en playoffs |

| Équipe      | Année     | Saison régulière | Saison régulière | Saison régulière | Saison régulière          | Playoffs  | Playoffs | Playoffs | Playoffs                                                            |
| Équipe      | Année     | Victoires        | Défaites         | %                | Classement                | Victoires | Défaites | %        | Résultat                                                            |
| ----------- | --------- | ---------------- | ---------------- | ---------------- | ------------------------- | --------- | -------- | -------- | ------------------------------------------------------------------- |
| Miami       | 2003-2004 | 42               | 20               | 51,2             | 2e en division Atlantique | 6         | 7        | 46,2     | Défaite contre les Pacers de l'Indiana en demi-finale de conférence |
| Miami       | 2004-2005 | 59               | 23               | 72,0             | 1er en division Sud-Est   | 11        | 4        | 73,3     | Défaite contre les Pistons de Détroit en finale de conférence       |
| Miami       | 2005-2006 | 11               | 10               | 52,4             | Limogé                    | -         | -        | -        | -                                                                   |
| Orlando     | 2007-2008 | 52               | 30               | 63,4             | 1er en division Sud-Est   | 5         | 5        | 50,0     | Défaite contre les Pistons de Détroit en demi-finale de conférence  |
| Orlando     | 2008-2009 | 59               | 23               | 72,0             | 1er en division Sud-Est   | 13        | 11       | 54,2     | Défaite contre les Lakers de Los Angeles en finale NBA              |
| Orlando     | 2009-2010 | 59               | 23               | 72,0             | 1er en division Sud-Est   | 10        | 4        | 71,4     | Défaite contre les Celtics de Boston en finale de conférence        |
| Orlando     | 2010-2011 | 52               | 30               | 63,4             | 2e en division Sud-Est    | 2         | 4        | 33,3     | Défaite contre les Hawks d'Atlanta au premier tour                  |
| Orlando     | 2011-2012 | 37               | 29               | 56,1             | 3e en division Sud-Est    | 1         | 4        | 20,0     | Défaite contre les Pacers de l'Indiana au premier tour              |
| Détroit     | 2014-2015 | 32               | 50               | 39,0             | 5e en division Centrale   | -         | -        | -        | Pas de playoffs                                                     |
| Détroit     | 2015-2016 | 44               | 38               | 53,7             | 3e en division Centrale   | 0         | 4        | 0        | Défaite contre les Cavaliers de Cleveland au premier tour           |
| Détroit     | 2016-2017 | 37               | 45               | 45,1             | 5e en division Centrale   | -         | -        | -        | Pas de playoffs                                                     |
| Détroit     | 2017-2018 | 39               | 43               | 47,6             | 4e en division Centrale   | -         | -        | -        | Pas de playoffs                                                     |
| New Orleans | 2020-2021 | 31               | 41               | 43,1             | 4e en division Sud-Ouest  | -         | -        | -        | Pas de playoffs                                                     |
| Total       | Total     | 554              | 425              | 56,6             |                           | 48        | 43       | 52,7     |                                                                     |